# Eugeniusz Biskupski
Eugeniusz Zygmunt Biskupski (ur. 17 grudnia 1947 w Karczmach, zm. 10 września 2010 w Warszawie) – polski lekkoatleta, który specjalizował się w trójskoku, oficer Wojska Polskiego.
Uczestnik igrzysk olimpijskich w Montrealu (1976), podczas których zajął siódmą lokatę. Cztery razy brał udział w halowych mistrzostwach Europy, reprezentował Polskę na czempionacie Starego Kontynentu w Pradze w 1978 roku. Był czołowym polskim trójskoczkiem w latach 70. XX wieku.
Syn Zygmunta i Genowefy Rzepkowskiej urodził się w niewielkiej wiosce Karczmy w obecnym powiecie bełchatowskim. W 1972 ukończył technikum budowlane w Warszawie, a osiem lat później ukończył zaoczne studia na kierunku trenerskim warszawskiej Akademii Wychowania Fizycznego. Sześć razy stawał na podium mistrzostw Polski seniorów zdobywając dwa mistrzostwa kraju. Podczas halowych mistrzostw Polski zdobył sześć medali w tym jeden z najcenniejszego kruszcu. W latach 1971–1979 dziewiętnaście razy bronił barw narodowych w meczach międzypaństwowych, odnosząc w nich cztery zwycięstwa indywidualne. Reprezentant kraju w pucharze Europy oraz Zasłużony Mistrz Sportu. Trzy razy był notowany w dziesiątce rankingu trójskoczków amerykańskiego czasopisma Track & Field News zajmując w nim dziesiąte miejsce w 1973, siódme w 1975 oraz ósme w 1976. Trener lekkoatletyczny, nauczyciel wychowania fizycznego i działacz sportowy.

## Kariera

### Początki
Sport zaczął uprawiać w 1964 roku w klubie Włókniarz Pabianice, w którym do jego pierwszych trenerów należała Jadwiga Wajsówna – wybitna polska dyskobolka. Następnie jego opiekunem był Kazimierz Świetlicki. Już jako junior dostał się do reprezentacji Polski i w 1966 roku wystartował w Odessie na europejskich igrzyskach juniorów – pierwowzorze obecnych mistrzostw Europy juniorów – podczas których zajął siódme miejsce.

### 1967–1976
W 1967 się roku Biskupski został wcielony do wojska i stał się zawodnikiem warszawskiej Legii, gdzie trafił pod opiekę trenera Ryszarda Malcherczyka – olimpijczyka z 1956 i 1960 roku. W barwach stołecznego klubu trójskoczek, w 1967 roku na Stadionie Śląskim, zadebiutował w wąskim finale mistrzostw Polski seniorów. W seniorskiej reprezentacji Polski pierwszy raz – w meczu międzypaństwowym – wystąpił w 1971 roku w Moskwie (przeciwko NRD i ZSRR). W tym samym sezonie, 12 września w Helsinkach, wygrał pierwszy raz zawody trójskoczków w meczu międzypaństwowym (przeciwko Finlandii).
Podczas halowych mistrzostw Europy w Grenoble (1972) zajął 11. lokatę.
W roku 1973, po siedemnastoletniej przerwie, rozegrano ponownie halowe mistrzostw Polski, na których trójskoczek wywalczył srebrny medal. W sezonie letnim pierwszy raz w karierze stanął na podium mistrzostw kraju, zdobywając brązowy medal i ulegając jedynie Michałowi Joachimowskiemu oraz Andrzejowi Sontagowi.
Po słabszych wynikach w sezonie 1974 wynikających z kontuzji, której nabawił się jesienią 1973, zdobył w 1975 roku halowe wicemistrzostwo Polski i wystąpił w katowickim Spodku na halowym czempionacie Starego Kontynentu, podczas którego zajął 6. miejsce. Latem zajął trzecie miejsce w mistrzostwach Polski seniorów, był drugi na zawodach o Grand Prix Brdy oraz wygrał memoriał Józefa Michałowicza. 21 czerwca w Bydgoszczy osiągnął bardzo dobry rezultat 16,92, jednak nie mógł być on uznany za oficjalny, ponieważ został uzyskany przy zbyt sprzyjającym wietrze.
Sezon olimpijski 1976 zaczął od zajęcia drugiego miejsca w halowych mistrzostwach Polski oraz dziewiątego miejsca w halowych mistrzostwach Europy. Podczas rozegranych w Bydgoszczy mistrzostw kraju był trzeci z wynikiem 16,61.

#### Letnie Igrzyska Olimpijskie 1976
Na igrzyskach olimpijskich w Montrealu Polskę reprezentowało trzech trójskoczków – Michał Joachimowski, Andrzej Sontag i Eugeniusz Biskupski. Z trójki Polaków Biskupski miał najgorszy rezultat w tabelach – 16,73 (Joachimowski 16,86 i Sontag 16,81).
Eliminacje do olimpijskiego konkursu trójskoku w Montrealu rozegrano 29 lipca. Aby wywalczyć awans do finału, należało zyskać wyniki 16,30. Wyczynu tego dokonało 12 skoczków, którzy awansowali do kolejnej rundy. Eugeniusz Biskupski startował w kwalifikacjach w grupie B, a pozostali Polacy w grupie A. Sontag i Joachimowski nie wywalczyli awansu do zaplanowanego na następny dzień finału (temu drugiemu do awansu zabrakło zaledwie jednego centymetra). Biskupski w swojej pierwszej próbie w eliminacjach uzyskał wynik 16,46 i awansował – jako jedyny z trójki Polaków – do finału zajmując trzecią lokatę w swojej grupie eliminacyjnej.
Finał został rozegrany 30 lipca. Biskupski w pierwszej próbie uzyskał wynik 15,91 i zajmował tej serii szóste miejsce. W wyniku spalonego podejścia w drugiej kolejce spadł na dziesiątą lokatę, z której po trzeciej serii – dzięki swojemu najlepszemu skokowi na odległość 16,49 – awansował do wąskiego finału oraz na siódme miejsce, które utrzymał już do końca zawodów. W zawodach zwyciężył z wynikiem 17,29, zdobywając swoje trzecie olimpijskie złoto z rzędu, reprezentant Związku Radzieckiego Wiktor Saniejew.
Poniższa tabela prezentuje start Eugeniusza Biskupskiego podczas finału olimpijskiego w Montrealu.
| Zawody   | 1 kolejka | 2 kolejka | 3 kolejka | 4 kolejka | 5 kolejka | 6 kolejka | Wynik | Miejsce    |
| -------- | --------- | --------- | --------- | --------- | --------- | --------- | ----- | ---------- |
| Montreal | 15,91     | x         | 16,49     | x         | 15,79     | x         | 16,49 | 7. miejsce |

### 1977–1980
Po igrzyskach olimpijskich, w sezonie 1977, Biskupski najpierw zdobył srebro halowych mistrzostw kraju,  a potem pierwszy raz w karierze został mistrzem Polski. W 1977 trójskoczek zadebiutował w pucharze Europy zajmując trzecią lokatę w zawodach finałowych.
W 1978 pierwszy i jedyny raz w karierze został halowym mistrzem kraju. Reprezentował Polskę na mistrzostwach Europy w Pradze zajmując 10. miejsce, a w końcu sierpnia był czwarty w zawodach Pucharu Narodów.
Ostatni medal mistrzostw Polski seniorów – złoty – wywalczył w 1979 roku w Poznaniu. W tym samym sezonie bronił barw narodowych w półfinale oraz finale kolejnej edycji pucharu Europy. Ostatnim sezonem zawodowej kariery Biskupskiego był rok 1980, w którym zdołał jeszcze zdobyć halowe wicemistrzostwo Polski.

## Po zakończeniu kariery
Eugeniusz Biskupski zakończył karierę sportową w 1980 roku. Pracował jako trener i działacz w sekcji lekkoatletycznej warszawskiej Legii. W 1992 roku został oddelegowany do sekcji bokserskiej klubu, której był kierownikiem. Po przejściu na emeryturę podjął pracę nauczyciela wychowania fizycznego w szkole podstawowej w warszawskim Rembertowie, gdzie mieszkał. W 1972 roku wziął ślub, miał dwójkę dzieci. Zmarł 10 września 2010 w Warszawie po walce z chorobą (szpiczak), a pochowany został 15 września na cmentarzu w Nowym Rembertowie.

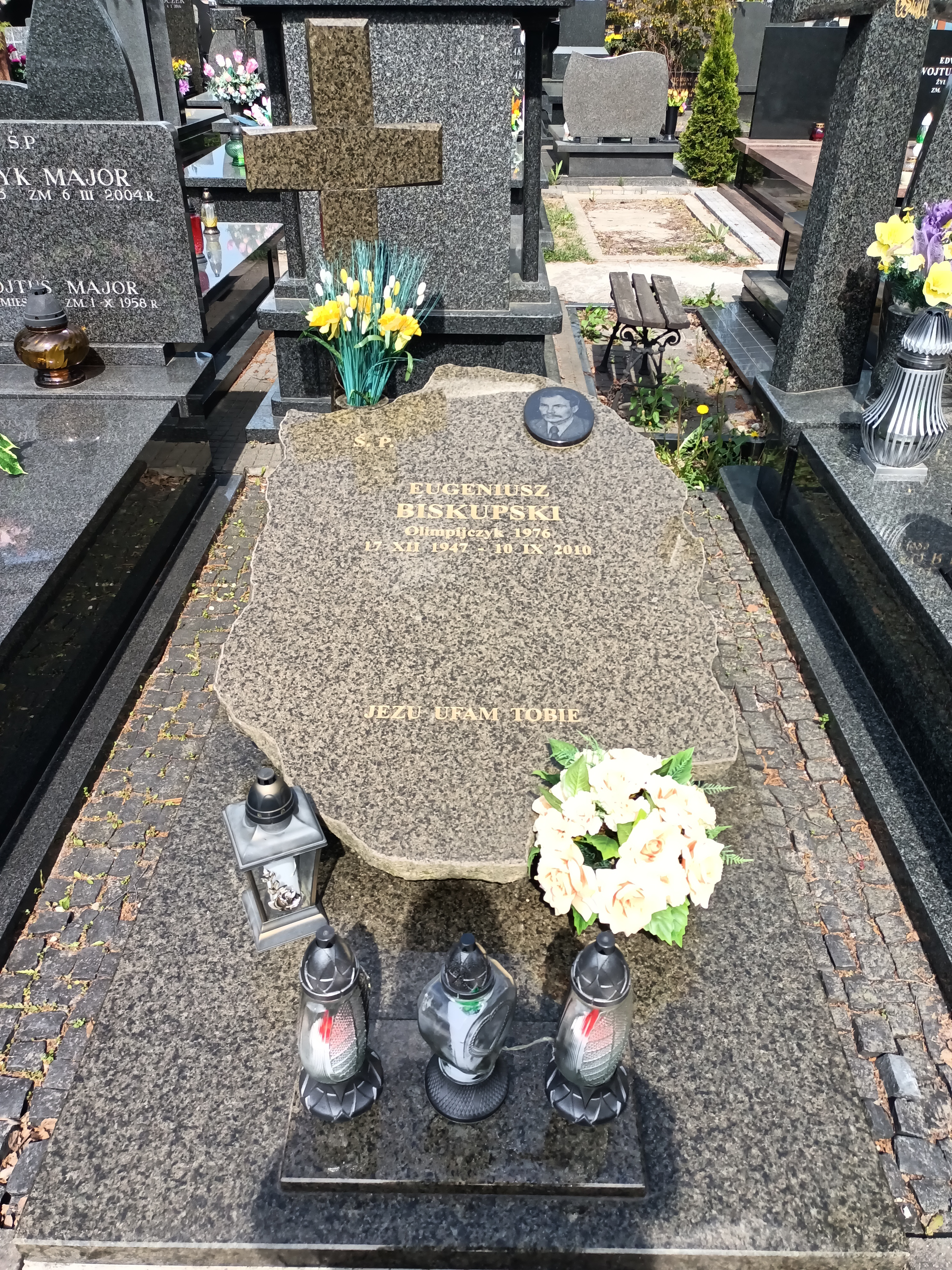
Grób Eugeniusza Biskupskiego na Cmentarzu w Rembertowie przy ul Grzybowej

## Osiągnięcia

### Imprezy międzynarodowe
| Rok  | Impreza                            | Miejsce     | Pozycja     | Wynik |
| ---- | ---------------------------------- | ----------- | ----------- | ----- |
| 1966 | Europejskie igrzyska juniorów      | Odessa      | 7. miejsce  | 14,65 |
| 1972 | Halowe mistrzostwa Europy          | Grenoble    | 11. miejsce | 15,38 |
| 1975 | Halowe mistrzostwa Europy          | Katowice    | 6. miejsce  | 16,65 |
| 1976 | Halowe mistrzostwa Europy          | Monachium   | 9. miejsce  | 16,16 |
| 1976 | Igrzyska olimpijskie               | Montreal    | 7. miejsce  | 16,49 |
| 1977 | Finał pucharu Europy               | Helsinki    | 3. miejsce  | 16,19 |
| 1977 | Spartakiada Armii Zaprzyjaźnionych | Hawana      | 4. miejsce  | 16,40 |
| 1978 | Halowe mistrzostwa Europy          | Mediolan    | 9. miejsce  | 16,06 |
| 1978 | Mistrzostwa Europy                 | Praga       | 10. miejsce | 16,23 |
| 1978 | Puchar Narodów                     | Tokio       | 4. miejsce  | 16,42 |
| 1979 | Półfinał pucharu Europy            | Lüdenscheid | 4. miejsce  | 16,00 |
| 1979 | Mistrzostwa Armii Zaprzyjaźnionych | Poczdam     | 4. miejsce  | 16,17 |
| 1979 | Finał pucharu Europy               | Turyn       | 7. miejsce  | 16,53 |

### Mistrzostwa Polski seniorów

#### Stadion
Eugeniusz Biskupski, w latach 1967 – 1979, jedenaście razy startował w wąskim finale mistrzostw Polski seniorów. W klasyfikacji medalowej wszech czasów mistrzostw Polski Biskupski zajmuje osiemnaste miejsce z dwoma złotymi i czterema brązowymi medalami.
| Mistrzostwa Polski | Pozycja    | Wynik |
| ------------------ | ---------- | ----- |
| Chorzów 1967       | 8. miejsce | 15,10 |
| Zielona Góra 1968  | 8. miejsce | 14,86 |
| Warszawa 1970      | 6. miejsce | 15,77 |
| Warszawa 1972      | 5. miejsce | 15,93 |
| Warszawa 1973      | 3. miejsce | 16,55 |
| Warszawa 1974      | 4. miejsce | 16,07 |
| Bydgoszcz 1975     | 3. miejsce | 16,54 |
| Bydgoszcz 1976     | 3. miejsce | 16,61 |
| Bydgoszcz 1977     | 1. miejsce | 16,50 |
| Warszawa 1978      | 3. miejsce | 16,43 |
| Poznań 1979        | 1. miejsce | 16,58 |

#### Hala
Eugeniusz Biskupski sześciokrotnie startował w finale halowych mistrzostw Polski zawsze kończąc te zawody na podium. W klasyfikacji medalowej wszech czasów halowego czempionatu trójskoczek zajmuje szóste miejsce z jednym złotymi i pięcioma srebrnymi medalami.
| Mistrzostwa Polski | Pozycja    | Wynik |
| ------------------ | ---------- | ----- |
| Warszawa 1973      | 2. miejsce | 15,97 |
| Katowice 1975      | 2. miejsce | 16,34 |
| Warszawa 1976      | 2. miejsce | 16,00 |
| Zabrze 1977        | 2. miejsce | 16,01 |
| Zabrze 1978        | 1. miejsce | 16,35 |
| Zabrze 1980        | 2. miejsce | 15,96 |

## Statystyki

### Najlepsze starty w poszczególnych sezonach
Poniższe tabele prezentują starty Eugeniusz Biskupskiego w trójskoku w latach 1971 – 1980.
| IO – igrzyska olimpijskie \| ME – mistrzostwa Europy \| HME – halowe mistrzostwa Europy \| el. – eliminacje |

| Wynik | Data           | Miejsce  |
| ----- | -------------- | -------- |
| 16,52 | 12 września    | Helsinki |
| 16,41 | 3 października | Warszawa |
| 16,24 | 5 sierpnia     | Warszawa |
| 16,22 | 22 sierpnia    | Warszawa |
| 16,20 | 25 sierpnia    | Warszawa |
| 16,16 | 18 sierpnia    | Moskwa   |
| 16,02 | 8 czerwca      | Warszawa |
| 16,00 | 16 maja        | Warszawa |
| 15,98 | 30 maja        | Warszawa |
| 15,96 | 1 sierpnia     | Olsztyn  |
| 15,88 | 25 lipca       | Warszawa |

| Wynik | Data        | Miejsce  | Uwagi |
| ----- | ----------- | -------- | ----- |
| 16,48 | 27 maja     | Warszawa |       |
| 16,30 | 21 maja     | Warszawa |       |
| 16,21 | 16 czerwca  | Edynburg |       |
| 16,18 | 19 lutego   | Warszawa | Hala  |
| 16,04 | 11 sierpnia | Warszawa |       |
| 15,98 | 9 sierpnia  | Warszawa |       |
| 15,93 | 8 czerwca   | Moskwa   |       |
| 15,93 | 18 sierpnia | Warszawa |       |
| 15,92 | 30 września | Warszawa |       |
| 15,38 | 11 marca    | Grenoble | HME   |

| Wynik | Data        | Miejsce  | Uwagi      |
| ----- | ----------- | -------- | ---------- |
| 16,64 | 1 lipca     | Warszawa |            |
| 16,60 | 8 lipca     | Paryż    |            |
| 16,55 | 10 sierpnia | Warszawa |            |
| 16,54 | 19 maja     | Warszawa |            |
| 16,42 | 21 czerwca  | Warszawa | Wiatr +2,3 |
| 16,34 | 6 września  | Praga    |            |
| 16,13 | 28 maja     | Wrocław  |            |
| 16,11 | 14 czerwca  | Poczdam  |            |
| 16,11 | 15 września | Warszawa |            |
| 16,00 | 9 czerwca   | Warszawa |            |
| 16,00 | 13 czerwca  | Berlin   |            |
| 15,97 | 25 lutego   | Warszawa | Hala       |

| Wynik | Data        | Miejsce         | Uwagi      |
| ----- | ----------- | --------------- | ---------- |
| 16,92 | 21 czerwca  | Bydgoszcz       | Wiatr +2,2 |
| 16,73 | 28 września | Meksyk          |            |
| 16,60 | 7 września  | Budapeszt       |            |
| 16,58 | 30 sierpnia | Warszawa        |            |
| 16,56 | 9 marca     | Katowice        | HME        |
| 16,54 | 28 czerwca  | Bydgoszcz       |            |
| 16,48 | 12 czerwca  | Paryż           |            |
| 16,41 | 14 lipca    | Warszawa        |            |
| 16,40 | 24 sierpnia | Warszawa        |            |
| 16,34 | 23 lutego   | Katowice        |            |
| 16,32 | 14 września | Hawana          |            |
| 16,31 | 21 września | Xalapa-Enríquez |            |
| 16,30 | 7 czerwca   | Helsinki        |            |
| 16,23 | 7 lipca     | Praga           |            |
| 16,22 | 27 lipca    | Bydgoszcz       |            |
| 16,21 | 25 maja     | Warszawa        |            |

| Wynik | Data        | Miejsce   | Uwagi  |
| ----- | ----------- | --------- | ------ |
| 16,73 | 22 czerwca  | Bydgoszcz |        |
| 16,62 | 27 czerwca  | Bydgoszcz |        |
| 16,57 | 20 sierpnia | Warszawa  |        |
| 16,52 | 21 sierpnia | Warszawa  |        |
| 16,49 | 30 lipca    | Montreal  | IO     |
| 16,46 | 29 lipca    | Montreal  | el. IO |
| 16,44 | 1 lipca     | Ateny     |        |
| 16,41 | 13 czerwca  | Fürth     |        |
| 16,41 | 12 lipca    | Warszawa  |        |
| 16,37 | 29 sierpnia | Warszawa  |        |
| 16,36 | 9 czerwca   | Mediolan  |        |
| 16,30 | 29 maja     | Bydgoszcz |        |
| 16,21 | 29 września | Budapeszt |        |
| 16,21 | 31 stycznia | Sofia     | Hala   |
| 16,16 | 22 lutego   | Monachium | HME    |
| 16,00 | 8 lutego    | Warszawa  | Hala   |
| 15,93 | 7 września  | Paryż     |        |

| Wynik | Data        | Miejsce         | Uwagi |
| ----- | ----------- | --------------- | ----- |
| 16,55 | 31 sierpnia | Bydgoszcz       |       |
| 16,50 | 31 lipca    | Bydgoszcz       |       |
| 16,40 | 16 września | Hawana          |       |
| 16,31 | 18 czerwca  | Bydgoszcz       |       |
| 16,31 | 25 czerwca  | Karl-Marx-Stadt |       |
| 16,27 | 12 lutego   | Warszawa        | Hala  |
| 16,25 | 28 maja     | Warszawa        |       |
| 16,20 | 29 września | Bydgoszcz       |       |
| 16,19 | 14 września | Helsinki        |       |
| 16,16 | 5 czerwca   | Bydgoszcz       |       |
| 16,14 | 2 lutego    | Budapeszt       | Hala  |
| 16,04 | 13 czerwca  | Blankenberge    |       |
| 16,02 | 16 czerwca  | Berlin          |       |
| 16,01 | 26 lutego   | Zabrze          | Hala  |
| 15,81 | 14 maja     | Wiedeń          |       |

| Wynik | Data        | Miejsce   | Uwagi      |
| ----- | ----------- | --------- | ---------- |
| 16,64 | 10 września | Bydgoszcz |            |
| 16,45 | 29 lipca    | Bydgoszcz |            |
| 16,43 | 9 lipca     | Warszawa  |            |
| 16,42 | 25 września | Tokio     |            |
| 16,40 | 16 września | Warszawa  | Wiatr +3,2 |
| 16,35 | 25 lutego   | Zabrze    | Hala       |
| 16,32 | 18 czerwca  | Warszawa  |            |
| 16,27 | 16 września | Warszawa  |            |
| 16,23 | 3 września  | Praga     | ME         |
| 16,22 | 12 sierpnia | Warszawa  |            |
| 16,21 | 24 czerwca  | Wilno     |            |
| 16,21 | 13 lipca    | Poznań    |            |
| 16,19 | 27 maja     | Warszawa  |            |
| 16,14 | 21 maja     | Madryt    |            |
| 16,14 | 5 sierpnia  | Walencja  |            |
| 16,06 | 12 marca    | Mediolan  | HME        |
| 15,83 | 19 lutego   | Warszawa  | Hala       |

| Wynik | Data        | Miejsce     | Uwagi      |
| ----- | ----------- | ----------- | ---------- |
| 16,58 | 10 sierpnia | Poznań      | Wiatr +2,4 |
| 16,53 | 5 sierpnia  | Turyn       |            |
| 16,39 | 28 lipca    | Warszawa    |            |
| 16,34 | 24 czerwca  | Brema       |            |
| 16,21 | 26 maja     | Warszawa    |            |
| 16,17 | 30 sierpnia | Poczdam     |            |
| 16,08 | 17 czerwca  | Zabrze      |            |
| 16,07 | 23 sierpnia | Zabrze      |            |
| 16,02 | 8 czerwca   | Turyn       |            |
| 16,01 | 1 czerwca   | Warszawa    |            |
| 16,00 | 1 lipca     | Lüdenscheid |            |
| 15,99 | 18 maja     | Ateny       |            |
| 15,90 | 12 września | Kraków      |            |

| Wynik | Data       | Miejsce  | Uwagi      |
| ----- | ---------- | -------- | ---------- |
| 16,13 | 24 maja    | Warszawa | Wiatr +3,9 |
| 16,04 | 31 maja    | Warszawa | Wiatr +2,8 |
| 15,96 | 17 lutego  | Zabrze   | Hala       |
| 15,94 | 13 czerwca | Warszawa |            |
| 15,77 | 24 maja    | Warszawa |            |
| 15,77 | 31 maja    | Warszawa |            |
| 15,75 | 22 czerwca | Warszawa | Wiatr +4,6 |
| 15,74 | 22 czerwca | Warszawa |            |

### 10 najlepszych wyników
Poniższa tabela prezentuje 10 najlepszy rezultatów uzyskanych na stadionie przy przepisowym, nie przekraczającym 2 metrów na sekundę, wietrze.
| Wynik | Data             | Miejsce   |
| ----- | ---------------- | --------- |
| 16,73 | 28 września 1975 | Meksyk    |
| 16,73 | 22 czerwca 1976  | Bydgoszcz |
| 16,64 | 1 lipca 1973     | Warszawa  |
| 16,64 | 10 września 1978 | Bydgoszcz |
| 16,62 | 27 czerwca 1976  | Bydgoszcz |
| 16,60 | 8 lipca 1973     | Paryż     |
| 16,60 | 7 września 1975  | Budapeszt |
| 16,58 | 30 sierpnia 1975 | Warszawa  |
| 16,57 | 20 sierpnia 1976 | Warszawa  |
| 16,55 | 10 sierpnia 1973 | Warszawa  |

### Rekordy życiowe
| Konkurencja        | Wynik | Data             | Miejsce  | Uwagi                                       |
| ------------------ | ----- | ---------------- | -------- | ------------------------------------------- |
| Skok w dal         | 7,58  | 1 lipca 1973     | Warszawa |                                             |
| Trójskok (stadion) | 16,73 | 28 września 1975 | Meksyk   | 16. wynik w historii polskiej lekkoatletyki |
| Trójskok (hala)    | 16,56 | 8 marca 1975     | Katowice | 9. wynik w historii polskiej lekkoatletyki  |